# Маркус Флемінг
Джон Маркус Флемінг (англ. John Marcus Fleming) (1911 — 3 лютого 1976) — англійський економіст і державний службовець. Працював заступником директора науково-дослідного відділу Міжнародного валютного фонду задовго до того, як у МВФ почав працювати Роберт Манделл — майбутній лауреат Нобелівської премії з економіки.
Основна наукова робота: «Внутрішня фінансова політика в умовах фіксованого та плаваючого валютних курсів» (англ. Domestic Financial Policies under Fixed and under Floating Exchange Rates) була опублікована у збірнику робіт співробітників МВФ за 1962 рік.
Приблизно в той же час Манделл і Флемінг опублікували аналогічні дослідження про стабілізаційну політику у відкритих економіках. Ці роботи стали теоретичною основою неолібералізму. Сучасні підручники використовують назву «модель Манделла - Флемінга» для ідеальної моделі відкритої економіки з кількох малих країн. Хоча за глибиною, широтою та силою аналізу внесок Манделла видається більш значним.